# První vláda Josepha Wirtha
První vláda Josepha Wirtha byla vláda Německé říše v období Výmarské republiky, působila od 10. května 1920 do 25. října 1921.
Vláda měla 11 (později 12) členů a tvořila ji koalice Centra, Sociálnědemokratické strany Německa (SPD) a Německé demokratické strany (DDP). Ve vládě byli i dva nestraníci. Portfeje byly rozděleny v poměru 5:3:2. Menšinový kabinet disponoval 205 mandáty v 459 členném sněmu. Vláda skončila v říjnu 1921 na protest proti rozhodnutí Ligy národů ohledně rozdělení území Horního Slezska mezi Němce a Poláky.   

## Vznik vlády
Předchozí vláda rezignovala 4. května 1921, když se nebyla schopná dohodnout na přístupu ke spojeneckému návrhu placení válečných reparací. Den na to dostalo Německo sedmidenní ultimátum ke schválení platebního plánu, jinak by dohodová vojska napochodovala do Porúří, průmyslového centra země. Německému sněmu trvalo do 10. května než našly strany shodu. Obě sociálnědemokratické strany (SPD a USPD) a katolické Centrum byli pro přijetí plánu. Němečtí demokraté byli názorově rozděleni a při hlasování opustili sněm. Lidovci se a nacionalisté z DNVP byli povětšinou proti. Sociální demokraté se pokusili vyjednat vládní koalici s Centrem a USPD, ale jako před rokem skončil pokus neúspěšně. Zástupci USPD odmítli vstoupit do koalice s nesocialistickou stranou, což Centrum bylo. Diskuze nad budoucím kancléřem se točila okolo jmen jako byl bývalý kancléř Gustav Bauer či další sociální demokrat Paul Löbe. Za Centrum byli za vhodné kandidáty považováni Konrad Adenauer či Joseph Wirth.

## Politika vlády
Vládu nakonec složil poslední jmenovaný, ministr financí v předchozí vládě, centrista Wirth. Dne 10. května představil sněmu svoji vládu, která nebyla zcela kompletní. Ministerstvo financí, zahraničí a obnovy bylo volné a dočasně vedené kancléřem. Do vlády se vrátil bývalý kancléř Bauer na pozici vicekancléře a bývalý vicekancléř Eugen Schiffer na pozici ministra spravedlnosti. Vláda šla před sněm s návrhem o placení reparací (celkem 132 miliard marek) a v poměru 220 ku 172 byl schválen. Vláda měla sice pouze 205 křesel ve 459 členném sněmu, ale němečtí demokraté se zdrželi hlasovaní a nezávislí sociální demokraté, tak i někteří poslanci lidovců hlasovali s vládou. Kabinet byl později doplněn o Walthera Rathenaua jako ministra pro obnovu a Friedricha Rosena jako ministra zahraničí. Ministerstvo financí si ponechal kancléř Wirth. Vláda se pokusila o výhodnější splátky reparací a uspěla u Francie. Dohodla se na rekonstrukcích zničených francouzských regiónů místo vyplácení peněžních obnosů. 

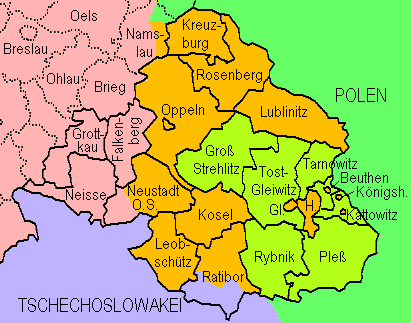
Výsledky plebiscitu v Horním Slezsku (zeleně pro Polsko, oranžově pro Německo)

První splátka byla 50 miliónů marek a musela být splacena do konce srpna 1921. Vláda se snažila dodržet platební kalendář, za což si vysloužila nenávist krajně pravicových kruhů.  Dokonce někteří začali volat po zavraždění kancléře a dalších vysokých představitelů vlády. V Bavorsku, kam prchla část povstalců po neúspěšném Kappově puči, vládl pravicový kabinet Gustava Kahra. Mnichov se stal centrem mnoha ultrapravicových skupin, které odtud vedly svůj boj proti republice. Nejznámější skupinou se stala organizace Consul, jejíž členové v srpnu 1921 zavraždili bývalého ministra Erzbergera z Centra. Velice se vyostřil vztah mezi vládou v Berlíně a zemskou vládou v Mnichově, který skončil rezignací Kahra. 

## Konec vlády
V půlce října 1921 rozhodla Liga národů rozdělit průmyslové Horní Slezsko výrazně v polský prospěch. Ačkoliv proběhl ve sporném území plebiscit, který dopadl v německý prospěch, komise složená ze zástupců dohodových států, rozhodla výsledky ignorovat. Poláci získali dle rozhodnutí Ligy národů jen třetinu území, ale na něm 49 z 61 uhelných dolů, 12 z 16 zinkových dolů a všechny doly na železnou rudu. Wirth argumentoval, že Německo nebude schopné splácet reparace, pokud dojde k odtržení východní části Slezska, ale neuspěl. Na protest podal jeho kabinet 22. října 1921 demisi po 168 dnech vlády. Wirth následně dostal od prezidenta Eberta mandát na sestavení vlády nové (více Druhá vláda Josepha Wirtha).    

## Seznam členů vlády

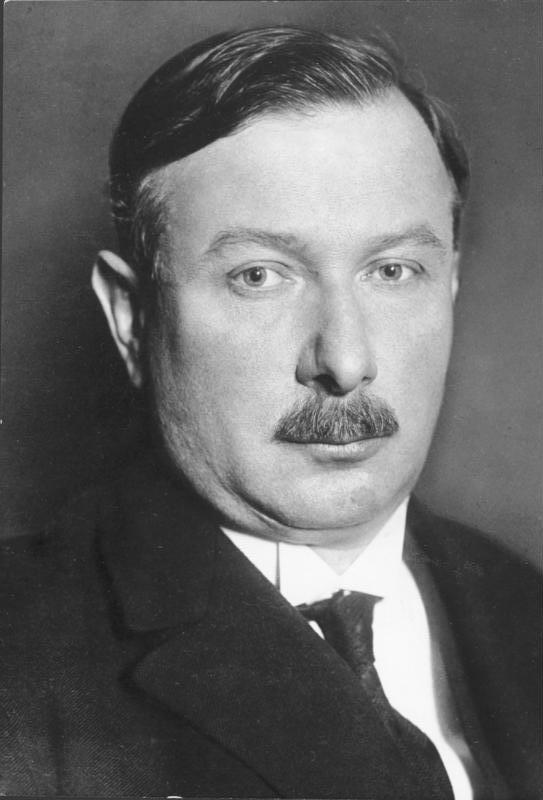
Kancléř Joseph Wirth

| Portfej              | Ministr                      | Strana | Strana      | Nástup do úřadu | Odchod z úřadu  |
| -------------------- | ---------------------------- | ------ | ----------- | --------------- | --------------- |
| Říšský kancléř       | Joseph Wirth                 |        | Centrum     | 10. května 1920 | 25. října 1921  |
| vicekancléř          | Gustav Bauer                 |        | SPD         | 10. května 1920 | 25. října 1921  |
| říšské klenoty       | Gustav Bauer                 |        | SPD         | 10. května 1920 | 25. října 1921  |
| zahraničí            | Joseph Wirth                 |        | Centrum     | 10. května 1920 | 23. května 1921 |
| zahraničí            | Friedrich Rosen              |        | bezpartijní | 23. května 1921 | 25. října 1921  |
| vnitro               | Georg Gradnauer              |        | SPD         | 10. května 1920 | 25. října 1921  |
| finance              | Joseph Wirth pověřen řízením |        | Centrum     | 10. května 1920 | 25. října 1921  |
| hospodářství         | Robert Schmidt               |        | SPD         | 10. května 1920 | 25. října 1921  |
| práce                | Heinrich Brauns              |        | Centrum     | 10. května 1920 | 25. října 1921  |
| obranné síly         | Otto Geßler                  |        | DDP         | 10. května 1920 | 25. října 1921  |
| justice              | Eugen Schiffer               |        | DDP         | 10. května 1920 | 25. října 1921  |
| výživa a zemědělství | Andreas Hermes               |        | Centrum     | 10. května 1920 | 25. října 1921  |
| znovuobnova          | Walther Rathenau             |        | DDP         | 10. května 1920 | 30. května 1921 |
| pošty                | Johannes Giesberts           |        | Centrum     | 10. května 1920 | 25. října 1921  |
| doprava              | Wilhelm Groener              |        | bezpartijní | 10. května 1920 | 25. října 1921  |